# Kirby’s Dream Course
Kirby’s Dream Course (с англ. — «Курс мечты Кирби») — видеоигра в жанре симулятора гольфа, разработанная HAL Laboratory и Nintendo EAD и выпущенная Nintendo для игровой консоли Super Nintendo Entertainment System. Игроки, управляя шарообразным Кирби, должны довести его до лунки. По пути Кирби может устранять врагов и получать уникальные способности, помогающие пройти уровень.
Игра была анонсирована под названием Special Tee Shot и изначально не была связана с серией Kirby, однако после популярности игр серии на Game Boy HAL Laboratory добавила в игру персонажей Kirby и изменила название. Позднее Special Tee Shot была выпущена для Satellaview в Японии. Игра получила благоприятные отзывы за уникальный дизайн и абсурдность, хотя некоторые критики отмечали высокий уровень сложности и неудобное управление. Впервые игра была выпущена в Японии 21 сентября 1994 года, в Северной Америке 1 февраля 1995 года и в Европе 24 августа 1995 года. Это первая из четырёх игр серии Kirby, выпущенных для SNES. Переиздана для системы Virtual Console в Японии, Европе и Северной Америке в 2007 году на Wii и в 2013 году на Wii U.

## Игровой процесс
Kirby’s Dream Course — симулятор гольфа с изометрической перспективой. По игровому процессу игра напоминает Marble Madness (1984). По сюжету игры, Король Дидиди похищает все звёзды на ночном небе, и Кирби намеревается их вернуть.
Кирби выступает в роли мяча, цель игрока — попасть им в лунку. Изначально на уровне находятся различные враги; игрок должен выбивать их с помощью Кирби, настраивая силу удара клюшкой, а также придаваемый угол полёта и вращения. Когда на уровне остаётся один противник, он превращается в лунку. Поглотив врага, Кирби получает различные способности, такие как управляемое торнадо, блестящий шар, разбивающий препятствия, и НЛО, позволяющее ненадолго взлететь..
В игре восемь уровней-курсов с восемью лунками на каждом. На каждом уровне можно заработать медали, разблокирующие дополнительные функции — например, альтернативные версии уровней. Также есть кооперативный режим для двоих игроков, содержащий четыре уровня.
Кирби теряет очко здоровья после каждого удара, и получает их при столкновении с врагами и достижении лунки. Когда очки здоровья иссекают, Кирби теряет жизнь; при потере последней жизни игра заканчивается.

## Разработка
Kirby’s Dream Course была разработана компаниями HAL Laboratory и Nintendo EAD и издана Nintendo на Super Nintendo Entertainment System (SNES). Изначально игра не была связана с серией Kirby; она носила название Special Tee Shot, обладала оригинальными персонажами и художественными элементами, а её выпуск был назначен на 1992 год. Несмотря на то, что игра уже была анонсирована, компания отложила её разработку после успеха серии Kirby на Game Boy. Позднее игра была переработана, оригинальные персонажи были заменены на персонажей серии Kirby, а в игру был добавлен ряд механик Kirby, в частности, возможность копировать способности противников.
Kirby’s Dream Course была выпущена в Японии 21 сентября 1994 года под названием Kirby Bowl. В Северной Америке она вышла 1 февраля 1995 года, а в Европе — позднее в том же году. Позже, в 1996 году, игра Special Tee Shot была переиздана для Satellaview — модема для Super Famicom, который загружал игры через спутниковые трансляции. Dream Course была переиздана в цифровом виде для сервиса Virtual Console на Wii в 2007 году и Wii U в Японии в 2013 году. Она стала одной из тридцати игр, включенных в мини-консоль Super NES Classic Edition.
В 1995 году разработчики из Nintendo и HAL Laboratory начали работу над сиквелом под названием Kirby Bowl 64 для готовящейся к выпуску Nintendo 64. Демо-версия игры была представлена на ежегодной выставке Shoshinkai, проводимой Nintendo, одновременно с Super Mario 64. Kirby Bowl 64 поддерживала управление аналоговым стиком, что позволяло точнее целиться, а в графике использовались тени по методу тонирования Гуро. Игра также включала дополнительный режим, в котором игрок управлял Кирби на сноуборде. Сиквел так и не был выпущен, хотя некоторые его концепции были позже реализованы в игре Kirby Air Ride (2003).

## Критика
| Сводный рейтинг                     | Сводный рейтинг |
| Агрегатор                           | Оценка          |
| ----------------------------------- | --------------- |
| GameRankings                        | 77 %            |
| Иноязычные издания                  |                 |
| Издание                             | Оценка          |
| CVG                                 | [ 16 ]          |
| GamePro                             | 4,5/5           |
| GameSpot                            | 7/10            |
| IGN                                 | 7,5/10          |
| Next Generation                     | [ 18 ]          |
| Nintendo Life                       | [ 11 ]          |
| Nintendo Power                      | 3,45/5          |
| Total!                              | 89/100          |
| Video Games (DE)                    | 80 %            |
| VideoGames & Computer Entertainment | 8/10            |
| Nintendo Acción                     | 88/100          |
| Hyper                               | 89 %            |

Kirby’s Dream Course получила положительные отзывы критиков за абсурдный и оригинальный игровой процесс. На GameRankings игра имеет оценку 77,00 % на основе семи обзоров. Рецензент GamePro Скэри Ларри заявил, что игра была такой же изысканной и увлекательной, как и предыдущие игры серии Kirby. Рецензенты NexGeneration и Electronic Gaming Monthly посчитали игровой процесс, вдохновлённый мини-гольфом, уникальным. Рецензенты Next Generation и GamePro также отметили высокую сложность Dream Course, необычную для симуляторов гольфа того времени. Критики положительно оценили красочные визуальные эффекты игры и чувство юмора дизайнеров. Рецензент Electronic Gaming Monthly отметил, что к управлению игры требуется привыкнуть; Ларри добавил, что точность ударов вызывает вопросы. Том Гиз из Computer and Video Games отметил, что оригинальность игры делает её одной из лучших игр для SNES, с чем согласился рецензент Electronic Gaming Monthly. Хавьер Абад, рецензент Nintendo Acción, отметил, что игра отличается по дизайну от других игр серии, но считает, что она понравится поклонникам Kirby благодаря управлению и графическому стилю. Рецензент GamePro назвал Kirby’s Dream Course «дико забавной игрой», которая «делает с гольфом то же, что в своё время сделал для баскетбола NBA Jam». Он похвалил игру за хорошую адаптацию правил гольфа и верность стилю Kirby в игровом процессе, графике и музыке.
Ретроспективные рецензии Kirby’s Dream Course также были благоприятными. Даррен Калверт из Nintendo Life сравнил проект с игрой Zany Golf (1988) от Electronic Arts, отметив, что она обладает веселым игровым процессом и сбалансированным уровнем сложности. Он также счёл графику эстетически приятной. Лукас М. Томас из IGN посчитал, что уникальная концепция Dream Course делает ее несравнимой с другими играми. Томасу и Фрэнку Прово из GameSpot понравилась механика копирования способностей благодаря её оригинальности и полезности. Надя Оксфорд из USgamer похвалила необычный дизайн уровней и комичную подачу, отметив, что игра предлагает отдохнуть от более динамичных игр: «Kirby’s Dream Course — не самая захватывающая игра на SNES Classic Edition, но она милая, игривая и весёлая — как и её главный герой».

## Заметки
1. ↑  Известная в Японии как Kirby Bowl (яп. カービィボウル Ка:би: Бору, «Кирби-Шар»)
2. ↑  Рецензент Nintendo Power оценил игру Kirby's Dream Course в 3,2/5 за графику/звук, 3,3/5 за управление, 3,6/5 за сложность и 3,7/5 за презентацию